# 未来シャッター
『未来シャッター』（みらいシャッター）は、2015年（平成27年）7月1日に公開された日本映画 。NPO法人ワップフィルムの製作・配給による作品である。監督は高橋和勧 。

## 概要
東京都大田区・墨田区、神奈川県藤沢市を舞台として、大田区内外の企業や事業者が撮影に協力する形で製作された。また、その経緯から一般の商業映画とは異なるスタイルで公開されている（後述）。

## あらすじ
社会になかなか適合できない青年（マージナルマン＝境界線上にいる人）たちが、自らの居場所を求めて未来を創り出そうと動き出し、地域のリーダーらと関わり合いながら成長してゆく。

## キャスト
- 長谷川葉生：高橋未希 役
- 緑川賢司：柴崎武三 役（特別出演）
- 真砂豪：野々村篤志 役
- 坂井紀里子：大崎久美 役
- ニノイ・キアット：アントニオ 役
- 高橋和勧：高橋 耿一郎/夢の中の男 役
- 大池冴香：中島夢 役
- 松尾遼：通行人 役
- 宇梶剛士・二木智耶子：ナレーション

製作段階では、ナレーションに菅原文太（2014年11月死去）を起用する内諾を得ていた。

### 特別出演
舞台となった大田区等の事業者の関係者が多数出演している。
※括弧内は、出演者の肩書き。
- 石坂順子（東京モノレール駅長）
- 他阿真円（遊行寺74代上人）
- 有吉徳洋（ソーケン社長）：映画会社人事部長 役
- 細貝淳一（マテリアル社長）：商店街会長 役
- 酒井厚行（労働者協同組合）：BDF事業所長 役
- 嘉悦康太（嘉悦大学理事長代理）
- 浜野慶一（浜野製作所代表取締役）
- 大和和道（向島橘銀座商店街事務局長）
- 黒田正和（全日本製造業コマ大戦協会副理事長）：世界コマ大戦会長 役
- 近藤和幸（銭湯「はすぬま温泉」オーナー）：銭湯の番台 役
- 石毛弘之（東京東信用金庫上席特別秘書役）
- 鈴木一哉（南藤沢イータウン商店会会長）
- 舟久保利和(昭和製作所社長)：駅前直売所八〇八店長 役
- 早園正（アゾンインターナショナル代表取締役）
- 奥山睦（女性起業家）
- 櫻井政人（地域連携コーディネーター）
- 相川英明（大岡山北口商店街理事長）
- 横田信一郎(ナイトペイジャー社長)
- 澁谷哲一（東京東信用金庫理事長）
- 野村恭彦（イノベーションファシリテーター）

## スタッフ
- 企画：リージョンフィルムネットワークプロジェクト
- プロデューサー：菊地真紀子、酒井厚行
- 音楽：川崎ろまん、鈴木浩之
- 撮影：吉田武
- 照明：西野哲雄（JSL:日本映画テレビ照明協会）、西野龍太郎
- 美術：野宮幸江
- 制作担当：斉藤与志行、平松優太
- 監督：高橋和勧

## 製作
ワップフィルム理事長、監督の高橋が、映画講座「リージョンフィルムネットワークプロジェクト」の一環として大田区蒲田に設置した「キネマフューチャーセンター」において、「フューチャーセッション」を開催し、その中から映画が製作された。プロデューサーの菊地真紀子は「ストーリーを含め、全て話し合いで作り上げた」と述べている。
大田区を中心とする様々な事業者、100社以上（産業振興協会、商店街連合会等を含む）が製作に協力し、中小企業によるイノベーションとして著名となった『下町ボブスレー』のモデル企業、無人潜水探査機「江戸っ子1号」の製作企業、全日本製造業コマ大戦協会の関係者も支援・出演している。大田区内にある東京国際空港や東京モノレールなどでも、人脈を通じて通常では困難な多数のロケが実施された。
2015年1月に製作が発表され、当初は同年3月に公開予定とされていたが、実際の公開は7月となった。

## ロケ地
- 大田区
  - 東京国際空港や東京モノレールが含まれる[3]。
- 墨田区
- 藤沢市

## 公開
本作は、通常の商業映画の枠を越え独自配給により、映画館だけではなく、キネマフューチャーセンターで毎月2回上映会がおこなわれている。上映後に高橋やプロデューサーの菊地真紀子も交えた対話会も開かれる。2017年現在は2年を超える長期公開となっている。このほか、企業や団体に有料でフィルムを貸し出すこともおこなわれており、この場合も要望があれば鑑賞者と対話会を開く。貸出による上映は2017年7月までの2年間に全国100箇所以上で実施された。
最終上映日は2019年4月13日となり、それまで日本における映画興行のロングラン記録であった「祈り〜サムシンググレートとの対話〜」の1192日を上回る1382日のロングラン新記録を打ち立てた。また、その上映スタイルから「対話型映画」の異名を持つ。

## 映画研究
キネマフューチャーセンターでのロングラン上映だけでなく、全国各地の行政や企業、学校や団体が人や組織、地域や社会が抱える課題解決を目的に、自主上映、企業研修などの映画研修を開催している。慶應義塾大学大学院システムデザイン・マネジメント研究科の前野隆司教授らと共同研究対象となり複雑・大規模化する社会課題解決の新たな一方策“協創力創発のための対話型映画の提案”として経営情報学会の全国研究発表されている。監督の高橋は「日本発映画による“オープンイノベーション”として、業界の底上げに邁進します」と述べている。

## 関連論文
- 奥山睦, 高橋和勧, 村瀬博昭, 前野隆司, 「共創力創発のための対話型映画の提案 -NPO法人ワップフィルム作『未来シャッター』の事例から-」『経営情報学会 全国研究発表大会要旨集』 2017年 2017s巻, 2017年春季全国研究発表大会, セッションID:E3-2, p.237-240, doi:10.11497/jasmin.2017s.0_237, 経営情報学会。
- 奥山睦, 高橋和勧, 村瀬博昭, 前野隆司, 「予稿原稿.対話型映画による未来社会へ向けた行動変革の促進 映画『未来シャッター』の事例から」『経営情報学会 全国研究発表大会要旨集』 2018年 2018s巻, 2018年春季全国研究発表大会, セッションID:1A-3-4, p.47-50, doi:10.11497/jasmin.2018s.0_47, 経営情報学会。